# レディクリスタル
レディクリスタル（LADY CRYSTAL）は、クルーズクラブ東京が運航するレストラン船。東京都品川区のシーフォートスクエアを発着する東京湾クルーズ航路に就航している。

## 概要
日本郵船の客船事業の一環として1990年に「クリスタルヨットクラブ」が設立され、東京湾クルーズ「クリスタル・ベイ・クルーズ」用の本船を建造するとともに天王洲アイルに同船の専用桟橋とラウンジやフランス料理レストランを備えたクラブハウスを設置。日本郵船社内では客船事業の検討時に船体のサイズ毎に愛称を「松竹梅」に分けており、本船は「小梅」としていた。
船体は日本郵船系の客船「クリスタル・ハーモニー」「飛鳥」を手掛けたイタリアのヴィットリオ・ガローニがデザインし、水面からの高さを京浜運河の道路橋通過が可能な8.4m以内に抑え航路条件を踏まえ350トン級とし、上部には日本郵船のファンネルマークを変形させた赤い二本線を引いた翼型の構造物があしらわれ道路橋通過時にはレーダーマストと共に遠隔操作で倒すことが可能となっている。
2011年10月1日には発着地であるクラブハウスを当初の対岸に位置するシーフォートスクエア内に移転。
日本郵船が2015年にクリスタル・クルーズを売却後、2016年4月1日に「クリスタルヨットクラブ」から「ザ・クルーズクラブ東京」にリニューアルされ、当初船尾に施されていたクリスタル・クルーズのロゴマークの位置に本船の船型と船出を象徴する旗を模したザ・クルーズクラブ東京のロゴマークが新たに描かれた。
2024年9月30日に後継船の建造契約を前畑造船と締結、2027年引退予定。

## 船内
主に床はモスグリーンのカーペット、壁は淡いピンクベージュの塩ビシート、天井は三角や短冊状のミラーやクロスを組み合わせた形とした。
フライングデッキ
- 展望デッキ
- 煙突風フィン

プロムナードデッキ（2階）
- 展望ダイニング「レジーナ」
- 船尾デッキ

メインデッキ（1階）
- エントランスホール - 3層吹き抜けでマホガニー材の手すりとトラバーチン床による螺旋階段を設置[6]。
- メインダイニング「パトリシアス」
- 特別個室「クリスタルキャビン」

ロウアーデッキ
- 厨房
- 化粧室
- ブロンズ像「クリスマスイブ」（富永直樹作、飛鳥IIビスタラウンジ設置作品の縮小版）

## 航路
- Aコース：お台場コース（アフタヌーン・ナイトクルーズ 45～60分）
- Bコース：東京ゲートブリッジコース（ランチ・ディナークルーズ 100～120分）
- Cコース：羽田空港方面コース（ロングランチ・サンセットロングディナークルーズ 130～150分）